# Rapis

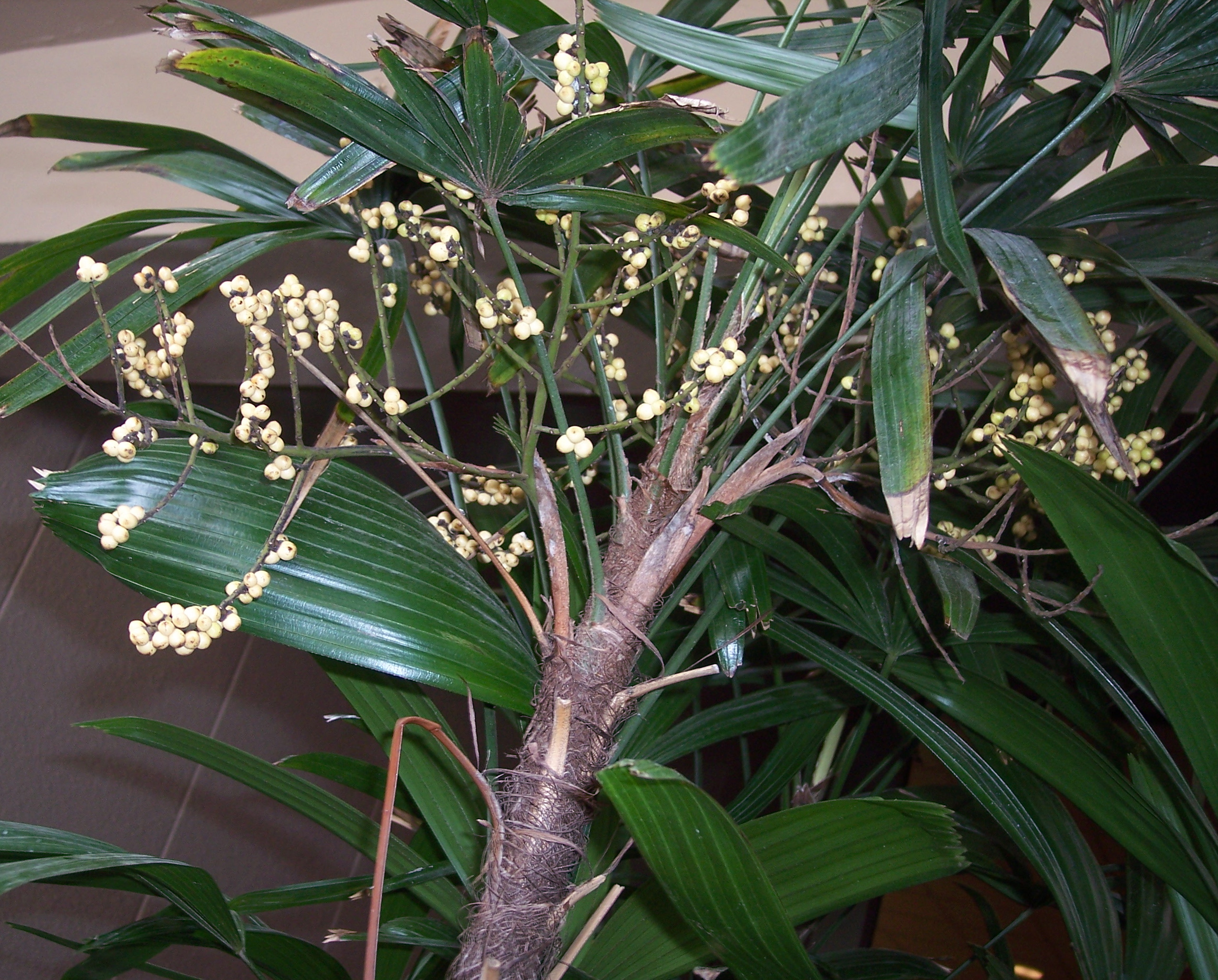
Owocujący rapis wyniosły

Rapis (Rhapis L.f. ex Aiton) – rodzaj roślin z rodziny arekowatych. Należy do niego 11 gatunków. Są to niskie palmy rosnące w Azji od Tajlandii po południowe Chiny. Uprawiane są jako rośliny ozdobne.

## Morfologia
Palmy o wysmukłych pędach przypominających bambusy. Mają małe, silnie podzielone i wachlarzowato ułożone liście. Z nasady ich blaszek liściowych wyrastają włókna okrywające młode pędy. Rośliny dwupienne, zarówno męskie, jak i żeńskie kwiaty są żółte. Owocem jest zawierająca jedno nasiono jagoda.

## Systematyka
Rodzaj z rodziny arekowatych (Arecaceae) z rzędu arekowce (Arecales). W obrębie rodziny zaliczany do podrodziny Coryphoideae, plemienia Trachycarpeae i podplemienia Rhapidinae.
Wykaz gatunków
- Rhapis evansii A.J.Hend.
- Rhapis excelsa (Thunb.) A.Henry – rapis wyniosły
- Rhapis gracilis Burret
- Rhapis humilis Blume – rapis niski
- Rhapis kebangensis A.J.Hend.
- Rhapis laosensis Becc.
- Rhapis micrantha Becc.
- Rhapis puhuongensis M.S.Trudgen, T.P.Anh & A.J.Hend.
- Rhapis robusta Burret
- Rhapis subtilis Becc.
- Rhapis vidalii Aver., T.H.Nguyên & P.K.Lôc

## Zastosowanie
Niektóre gatunki, a zwłaszcza rapis wyniosły, są uprawiane w różnych krajach świata jako rośliny ozdobne, jako rośliny ogrodowe (w krajach o cieplejszym klimacie) lub pokojowe) (w krajach o zimniejszym klimacie).